# Rochefort-en-Valdaine
Pour les articles homonymes, voir Rochefort.
 (novembre 2020).
Rochefort-en-Valdaine est une commune française située dans le département de la Drôme en région Auvergne-Rhône-Alpes.

## Géographie

### Localisation
Le village est situé dans la vallée du Rhône, à plus de 10 kilomètres au sud-est de la ville de Montélimar et à environ 20 kilomètres au nord-ouest de Valréas et 40 km de Vaison-la-Romaine.

### Climat
Pour des articles plus généraux, voir Climat d'Auvergne-Rhône-Alpes et Climat de la Drôme.
En 2010, le climat de la commune est de type climat méditerranéen altéré, selon une étude du Centre national de la recherche scientifique s'appuyant sur une série de données couvrant la période 1971-2000. En 2020, Météo-France publie une typologie des climats de la France métropolitaine dans laquelle la commune est exposée à un climat méditerranéen et est dans la région climatique  Provence, Languedoc-Roussillon, caractérisée par une pluviométrie faible en été, un très bon ensoleillement (2 600 h/an), un été chaud (21,5 °C), un air très sec en été, sec en toutes saisons, des vents forts (fréquence de 40 à 50 % de vents > 5 m/s) et peu de brouillards. 
Pour la période 1971-2000, la température annuelle moyenne est de 12,8 °C, avec une amplitude thermique annuelle de 17,9 °C. Le cumul annuel moyen de précipitations est de 952 mm, avec 6,4 jours de précipitations en janvier et 4,1 jours en juillet. Pour la période 1991-2020, la température moyenne annuelle observée sur la station météorologique de Météo-France la plus proche, « Montboucher-S-Jabron », sur la commune de Montboucher-sur-Jabron à 6 km à vol d'oiseau, est de 13,6 °C et le cumul annuel moyen de précipitations est de 915,0 mm,. Pour l'avenir, les paramètres climatiques de la commune estimés pour 2050 selon différents scénarios d'émission de gaz à effet de serre sont consultables sur un site dédié publié par Météo-France en novembre 2022.

### Voies de communication et transports
Le village n'est accessible que par la départementale 4 (RD4) qui fait la jonction entre l'autoroute A7 vers 5 kilomètres au nord-ouest et le village de Grignan à une dizaine de kilomètres au sud-est.

## Urbanisme

### Typologie
Au 1er janvier 2024, Rochefort-en-Valdaine est catégorisée commune rurale à habitat dispersé, selon la nouvelle grille communale de densité à 7 niveaux définie par l'Insee en 2022.
Elle est située hors unité urbaine. Par ailleurs la commune fait partie de l'aire d'attraction de Montélimar, dont elle est une commune de la couronne,. Cette aire, qui regroupe 45 communes, est catégorisée dans les aires de 50 000 à moins de 200 000 habitants,.

### Occupation des sols
L'occupation des sols de la commune, telle qu'elle ressort de la base de données européenne d’occupation biophysique des sols Corine Land Cover (CLC), est marquée par l'importance des forêts et milieux semi-naturels (62,9 % en 2018), une proportion sensiblement équivalente à celle de 1990 (63,6 %). La répartition détaillée en 2018 est la suivante : 
forêts (57,4 %), zones agricoles hétérogènes (21,5 %), prairies (9,7 %), terres arables (5,9 %), milieux à végétation arbustive et/ou herbacée (5,5 %). L'évolution de l’occupation des sols de la commune et de ses infrastructures peut être observée sur les différentes représentations cartographiques du territoire : la carte de Cassini (XVIIIe siècle), la carte d'état-major (1820-1866) et les cartes ou photos aériennes de l'IGN pour la période actuelle (1950 à aujourd'hui).

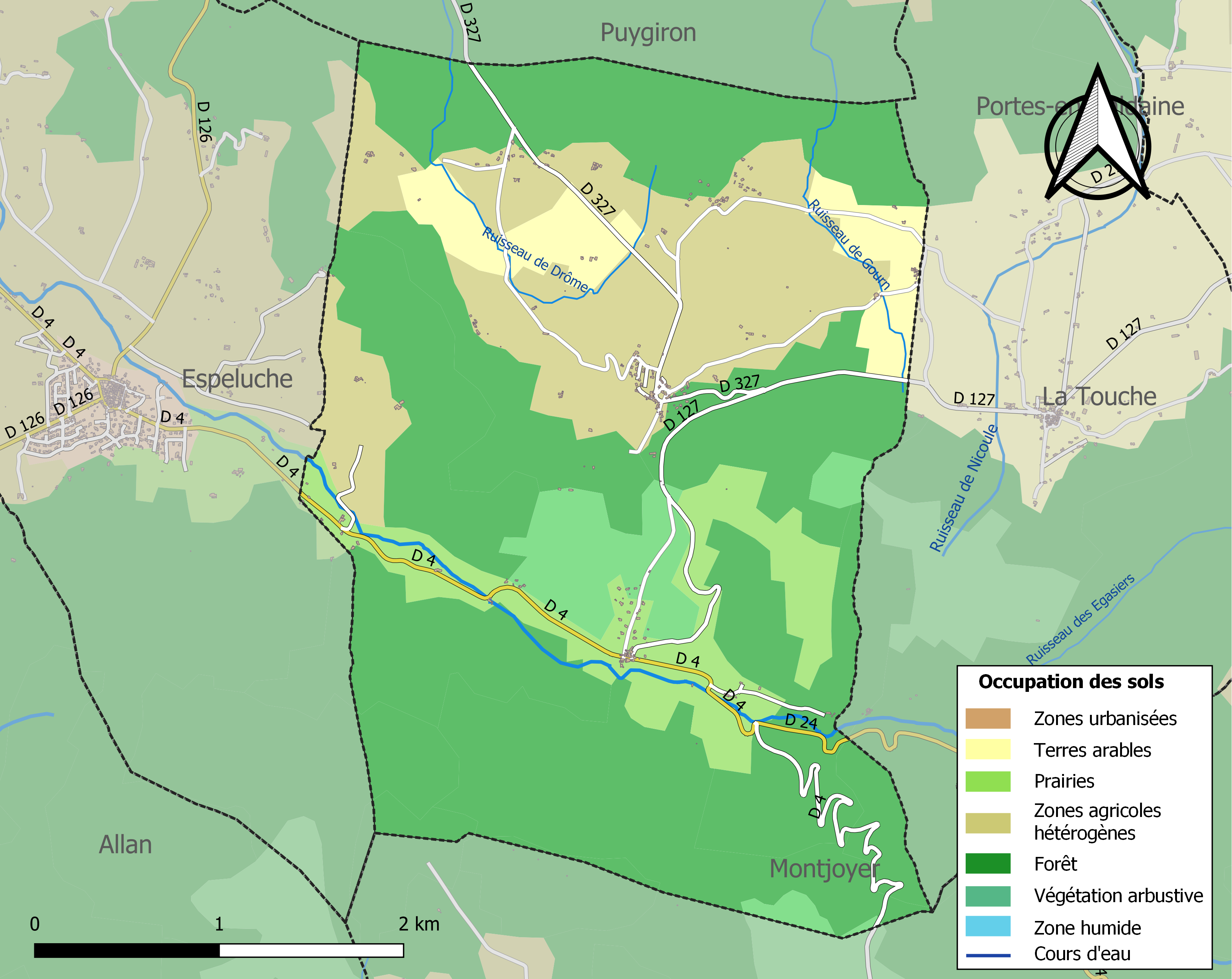
Carte des infrastructures et de l'occupation des sols de la commune en 2018 (CLC).

### Morphologie urbaine
Village perché.

## Toponymie

### Attestations
Dictionnaire topographique du département de la Drôme :
- 1280 : castrum Ruppe Forti (cartulaire de Montélimar, 25).
- 1291 : Rupefort (cartulaire de Montélimar, 33).
- 1298 : Rochafortis (ann. d'Aiguebelle, I, 483).
- 1355 : Rochafort, in Vaudania (archives de la Drôme, fonds de Léoncel).
- 1391 : Rochefort en Vaudaine (choix de documents, 214).
- 1391 : Rupes Fortis Tricastinensis diocesis (d'Hozier, III, 956).
- 1540 : Rupes Fortis (A. du Rivail, De Allobrog., 116).
- XVIIIe siècle : Rochefort en Valdaine (rôle de décimes).
- 1891 : Rochefort, commune du canton de Montélimar.

(non daté)[réf. nécessaire] : Rochefort-en-Valdaine.

## Histoire
Pour un article plus général, voir Histoire de la Drôme.

### Préhistoire
Découverte de plusieurs hachettes en serpentine et d'ossements humains.

### Protohistoire
Le territoire de la commune fait partie de la tribu gauloise des Tricastins[réf. nécessaire].
De beaux spécimens de céramique sigillée ont été trouvés aux quartiers de la Série et de la Baysse.

### Antiquité: les Gallo-romains
Débris de poterie romaine (col d'amphore, écuelle, vase divers), tuiles plates (tegula), fibules en bronze.

Les monnaies découvertes sont datées de l'an 60 à l'an 300. La plus récente est une pièce frappée par la colonie romaine de Nîmes sous le règne de l'empereur Constance Chlore (vers 250-306)[réf. nécessaire].

### Du Moyen Âge à la Révolution

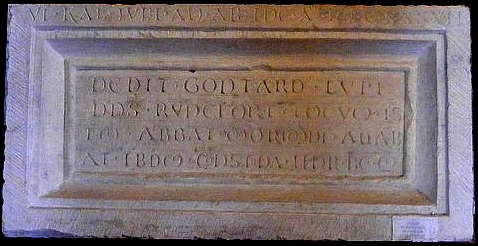
Charte lapidaire : donation pour la refondation de l'abbaye d'Aiguebelle.

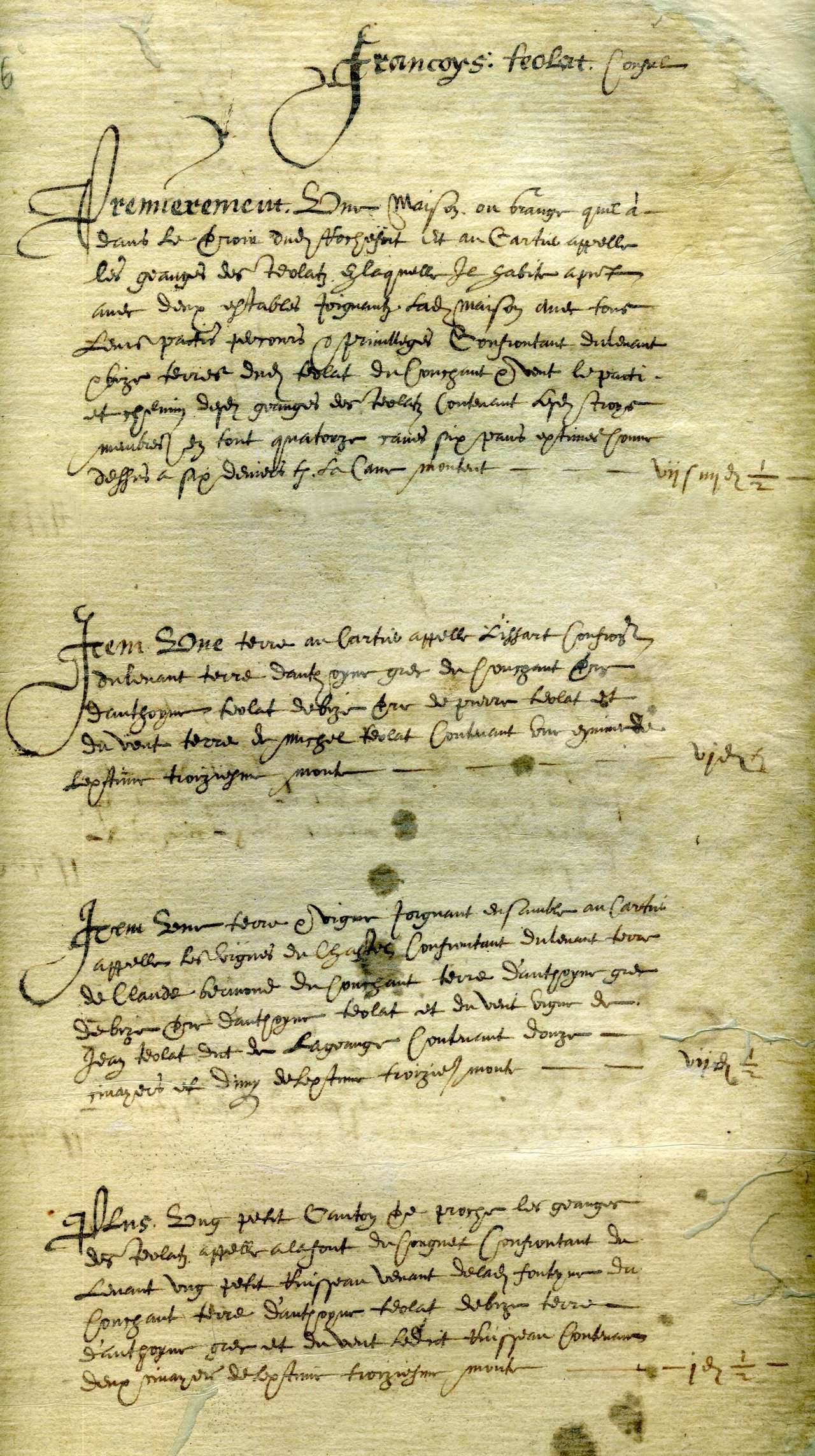
Terrier de Rochefort (1624), page 23.

La première construction érigée était une motte castrale bâtie sur le rocher. Les fondations en pierre du château remontent au Xe siècle[réf. nécessaire].
Le site médiéval de la Série, daté du IXe siècle au XIe siècle, est situé au nord la vallée de la Citelle. Il a révélé une trentaine de cruches et urnes de type poterie kaolinitique.
La seigneurie :
- Au point de vue féodal, Rochefort était une terre des Adhémar[13].
- Elle passe aux comtes de Valentinois[13].
- Milieu XIIe siècle : possession des Gontard[13] (en fait, il s'agirait de la lignée des Loup-Dalmas ; Gontard n'étant que le prénom du premier seigneur de cette famille[réf. nécessaire]).
- 1259 : les Gontard n'en possèdent plus que la moitié[13].
- L'autre moitié est possédée par les comtes de Valentinois[13].
- 1295 : la part des comtes de Valentinois est donnée aux Taulignan[13].
- (non daté) : la part des Gontard passe (par héritage) aux (du) Puy[13] (du Puy-Montbrun[12]).
- 1472 : la part des Taulignan est donnée aux (du) Puy qui, ayant hérité de la part des Gontard depuis longtemps, réunisse ainsi toute la terre[13].
- 1789 : les (du) Puy sont les derniers seigneurs[13].

Les écrits les plus anciens datent du XIIe siècle. Le plus important est la charte lapidaire mentionnant la donation faite le 26 juin 1137 (« VI des calendes de juillet ») par Gontard-Loup, seigneur de Rochefort, à l'abbé de Morimond pour refonder l'abbaye d'Aiguebelle. Le texte dit : « Moi, Gontard Loup, seigneur du lieu de Rochefort donne ce lieu à l'abbaye de Morimond pour construire une abbaye en l'honneur de la vierge Marie ». Les successeurs de Gontard confirmeront et complèteront cette donation en 1137, 1150, 1180 et 1234[réf. nécessaire].
En 1285, les seigneurs de Taulignan succèdent aux Loup-Dalmas. En 1340, Aymar de Taulignan est nommé bailli général par Louis de Poitiers, comte de Valentinois[réf. nécessaire].
En 1347, la famine et la peste noire atteignent la commune. En 1389, le château et le village sont détruits par Ramond de Turenne lors du pillage des Baronnies et de la Valdaine[réf. nécessaire].
Pendant les guerres de Religion, la famille (du) Puy-Montbrun compte des généraux opposés. François du Puy-Montbrun passe du camp protestant à celui catholique. En 1574, il contribue à la capture de son cousin Charles du Puy-Montbrun, chef des huguenots du Dauphiné[réf. nécessaire].
En 1624, le terrier de Rochefort est rédigé. Ce document exceptionnel est aujourd'hui encore en parfait état de conservation,[source insuffisante].
En 1629, une nouvelle épidémie de peste atteint le village[réf. nécessaire].
Avant 1790, Rochefort était une communauté de l'élection, subdélégation et sénéchaussée de Montélimar.

Elle formait une paroisse du diocèse de Saint-Paul-Trois-Châteaux, dont l'église était dédiée à saint Blaise et dont les dîmes appartenaient en dernier lieu aux bénédictins de Saint-André-de-Villeneuve-lès-Avignon, comme prieurs d'Espeluche :

### De la Révolution à nos jours
En 1790, la commune est comprise dans le canton de Châteauneuf-de-Mazenc. La réorganisation de l'an VIII (1799-1800) la place dans celui de Montélimar :
En octobre 1793 le château est détruit par les habitants sur ordre de la Convention. Jacques du Puy Montbrun, dernier seigneur de Rochefort, émigre aux États-Unis[réf. nécessaire].
Un habitant de Rochefort, Pierre Thomas, fait partie de la 32e brigade des « volontaires de la Drôme » qui participa à la bataille de Rivoli (1797) et à la bataille du pont d'Arcole. Bonaparte disait alors d'eux « J'étais tranquille, la 32e était là »[réf. nécessaire].
En 1909, le vieux village et la vieille école établis sur le versant nord du château sont définitivement abandonnés.
Première Guerre mondiale : le village compte treize combattants morts pour la France, le plus jeune avait 19 ans, le plus âgé 47 ans[réf. nécessaire].
Seconde Guerre mondiale : le monument aux morts porte les noms de deux hommes morts au cours de cette guerre : Lucien Manent et François Roux[réf. nécessaire].
1975 : arrivée de l'eau courante au village[réf. nécessaire]

## Politique et administration

### Liste des maires
| Période                                                                      | Période                       | Identité                              | Étiquette | Qualité                       |
| ---------------------------------------------------------------------------- | ----------------------------- | ------------------------------------- | --------- | ----------------------------- |
| Les données manquantes sont à compléter. : de la Révolution au Second Empire |                               |                                       |           |                               |
| 1790                                                                         | 1871                          | ?                                     |           |                               |
| Les données manquantes sont à compléter. : depuis la fin du Second Empire    |                               |                                       |           |                               |
| 1871                                                                         |                               | ?                                     |           |                               |
| 1874                                                                         |                               | ?                                     |           |                               |
| 1878                                                                         |                               | ?                                     |           |                               |
| 1884                                                                         |                               | ?                                     |           |                               |
| 1888                                                                         |                               | ?                                     |           |                               |
| 1892                                                                         |                               | ?                                     |           |                               |
| 1896                                                                         |                               | ?                                     |           |                               |
| 1900                                                                         |                               | ?                                     |           |                               |
| 1904                                                                         |                               | ?                                     |           |                               |
| 1908                                                                         |                               | ?                                     |           |                               |
| 1912                                                                         |                               | ?                                     |           |                               |
| 1919                                                                         |                               | ?                                     |           |                               |
| 1925                                                                         |                               | ?                                     |           |                               |
| 1929                                                                         |                               | ?                                     |           |                               |
| 1935                                                                         |                               | ?                                     |           |                               |
| 1945                                                                         |                               | ?                                     |           |                               |
| 1947                                                                         |                               | ?                                     |           |                               |
| 1953                                                                         |                               | ?                                     |           |                               |
| 1959                                                                         |                               | ?                                     |           |                               |
| 1965                                                                         |                               | ?                                     |           |                               |
| 1971                                                                         |                               | ?                                     |           |                               |
| 1977                                                                         |                               | ?                                     |           |                               |
| 1983                                                                         |                               | ?                                     |           |                               |
| 1989                                                                         |                               | ?                                     |           |                               |
| 1995                                                                         |                               | ?                                     |           |                               |
| 2001                                                                         | 2008                          | Danielle Granier                      | DVD       | retraitée (fonction publique) |
| 2008                                                                         | 2014                          | Danielle Granier                      |           | maire sortante                |
| 2014                                                                         | 2020                          | Danielle Granier                      |           | maire sortante                |
| 2020                                                                         | En cours (au 8 décembre 2020) | Christel Falcone[source insuffisante] |           |                               |

## Population et société

### Démographie
L'évolution du nombre d'habitants est connue à travers les recensements de la population effectués dans la commune depuis 1793. Pour les communes de moins de 10 000 habitants, une enquête de recensement portant sur toute la population est réalisée tous les cinq ans, les populations de référence des années intermédiaires étant quant à elles estimées par interpolation ou extrapolation. Pour la commune, le premier recensement exhaustif entrant dans le cadre du nouveau dispositif a été réalisé en 2007.

En 2022, la commune comptait 359 habitants, en évolution de +1,99 % par rapport à 2016 (Drôme : +2,64 %, France hors Mayotte : +2,11 %).
| 1793 | 1800 | 1806 | 1821 | 1831 | 1836 | 1841 | 1846 | 1851 |
| ---- | ---- | ---- | ---- | ---- | ---- | ---- | ---- | ---- |
| 312  | 305  | 346  | 355  | 352  | 334  | 354  | 368  | 340  |

| 1856 | 1861 | 1866 | 1872 | 1876 | 1881 | 1886 | 1891 | 1896 |
| ---- | ---- | ---- | ---- | ---- | ---- | ---- | ---- | ---- |
| 334  | 335  | 351  | 323  | 333  | 315  | 298  | 291  | 285  |

| 1901 | 1906 | 1911 | 1921 | 1926 | 1931 | 1936 | 1946 | 1954 |
| ---- | ---- | ---- | ---- | ---- | ---- | ---- | ---- | ---- |
| 272  | 268  | 256  | 232  | 218  | 200  | 187  | 179  | 154  |

| 1962 | 1968 | 1975 | 1982 | 1990 | 1999 | 2006 | 2007 | 2012 |
| ---- | ---- | ---- | ---- | ---- | ---- | ---- | ---- | ---- |
| 171  | 171  | 191  | 211  | 258  | 304  | 338  | 343  | 352  |

| 2017 | 2022 | - | - | - | - | - | - | - |
| ---- | ---- | - | - | - | - | - | - | - |
| 355  | 359  | - | - | - | - | - | - | - |

### Enseignement
La commune est rattachée à l'académie de Grenoble.

### Manifestations culturelles et festivités
- Fête patronale : le dimanche après le 3 février[12].
- Début mai : la course de côte du Colombier[12].
- Fête communale : le dernier dimanche de septembre[12].

### Médias
Le territoire de la commune se situe dans l'aire de diffusion de plusieurs médias :
- Presse écrite
  - Le Dauphiné libéré, quotidien régional qui consacre, chaque jour, y compris le dimanche, dans son édition de « Romans et Drôme des collines » un ou plusieurs articles à l'actualité du canton et de la commune, ainsi que des informations sur les éventuelles manifestations locales, les travaux routiers, et autres événements divers à caractère local.
  - L'Agriculture Drômoise, journal d'informations agricoles et rurales, couvre l'ensemble du département de la Drôme.
  - Drôme Hebdo (ancien Peuple Libre), hebdomadaire chrétien d'informations.
- Presse audio-visuelle
  - Ici Drôme Ardèche est une radio publique diffusée sur son territoire et dans tout le département.

### Cultes
La communauté catholique et l'église de la commune sont rattachées à la Paroisse Paroisse Sainte Anne sur Roubion et Jabron qui dépend du diocèse de Valence, doyenné de Cléon-d'Andran.

## Économie

### Agriculture
En 1992 : céréales, lavande, ovins.

## Culture locale et patrimoine

### Lieux et monuments
- Vestiges de remparts[12].
- Château fort ruiné : donjon (XIIe au XVIe siècle) avec salle voûtée[12], propriété de la commune depuis le 10 septembre 1985[25].
- Au Colombier : maisons pittoresques[12].
- Chapelle romano-gothique[12].

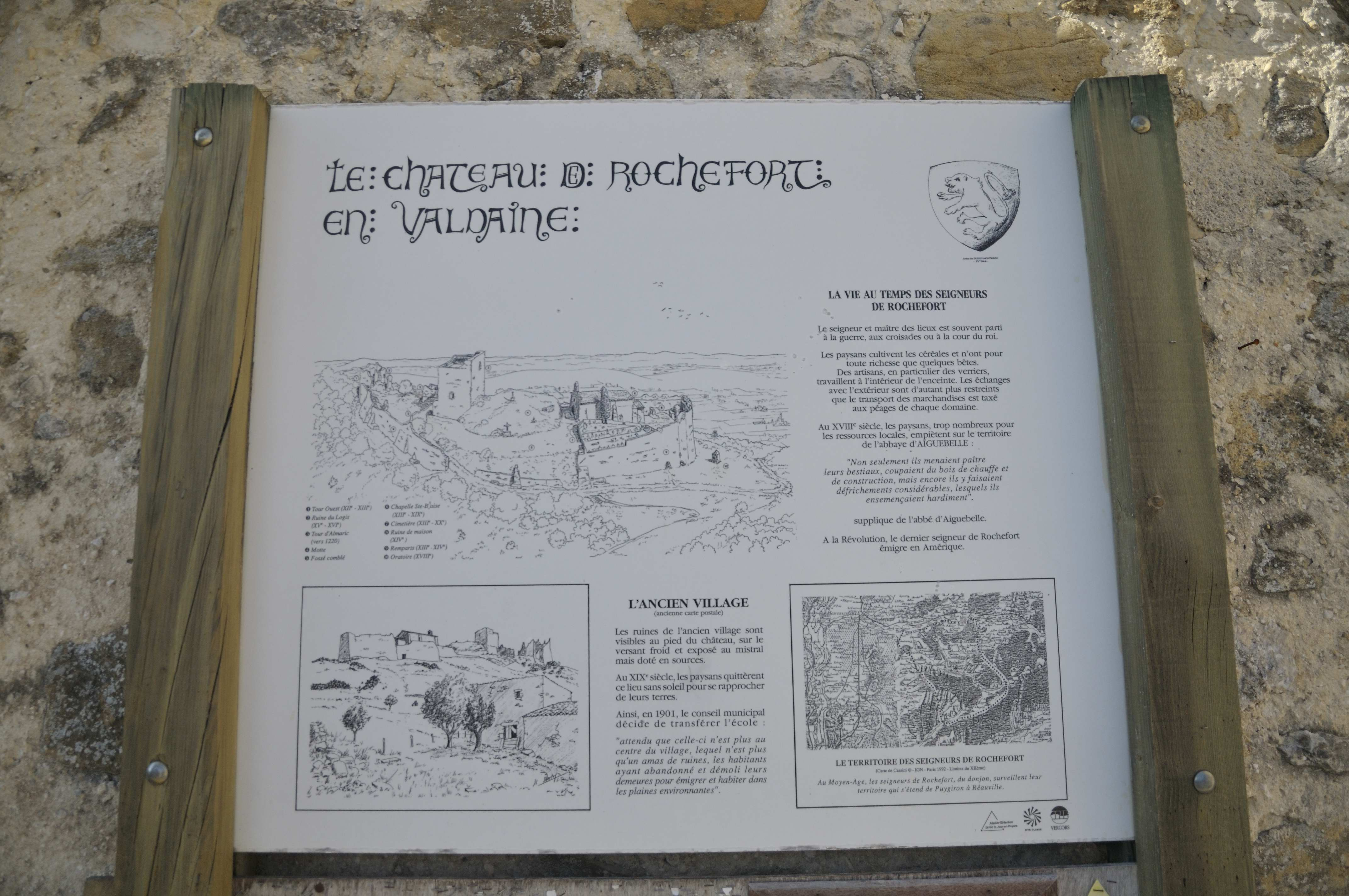
Description du lieu.
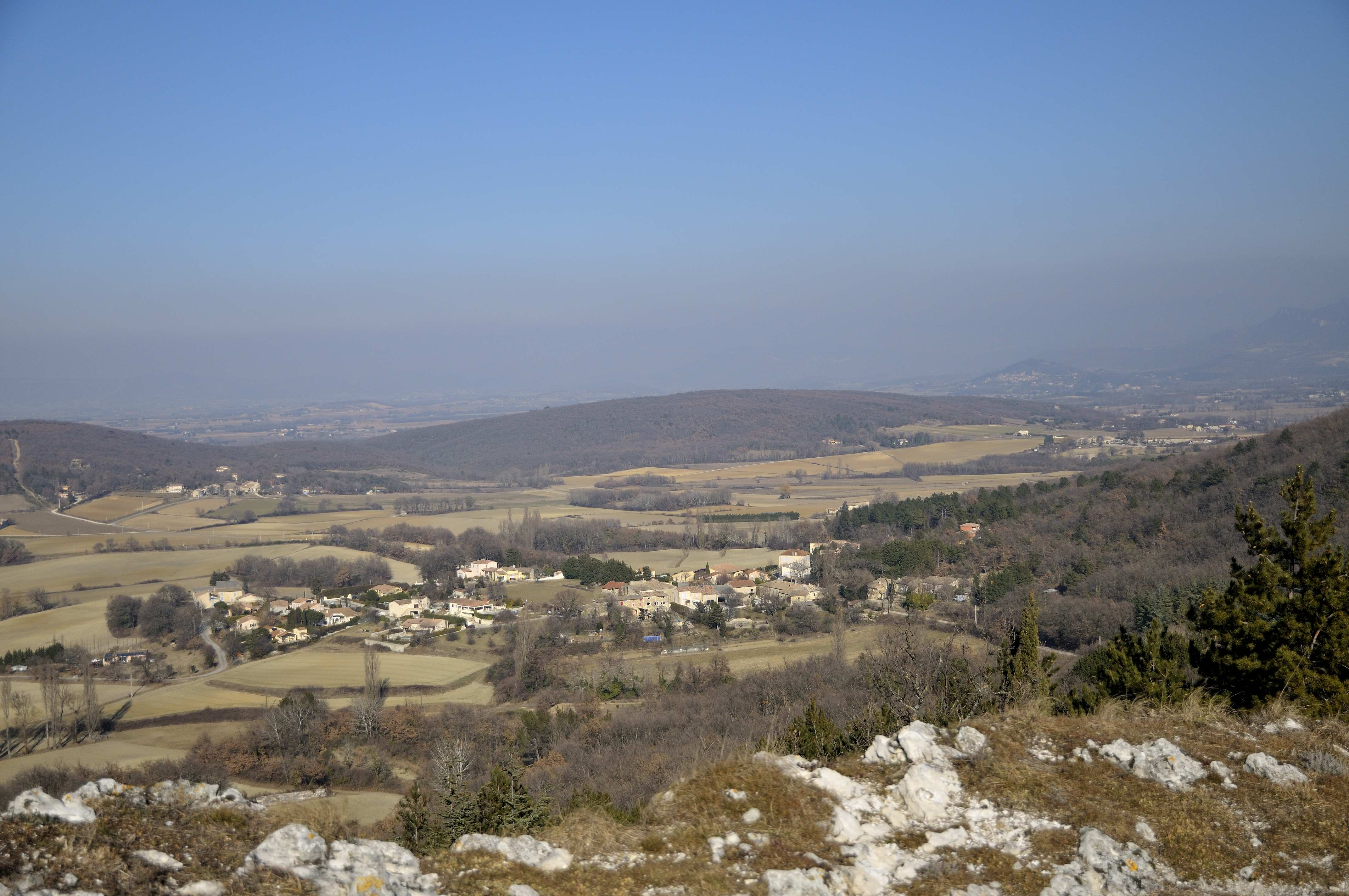
Le village de Rochefort-en-Valdaine.
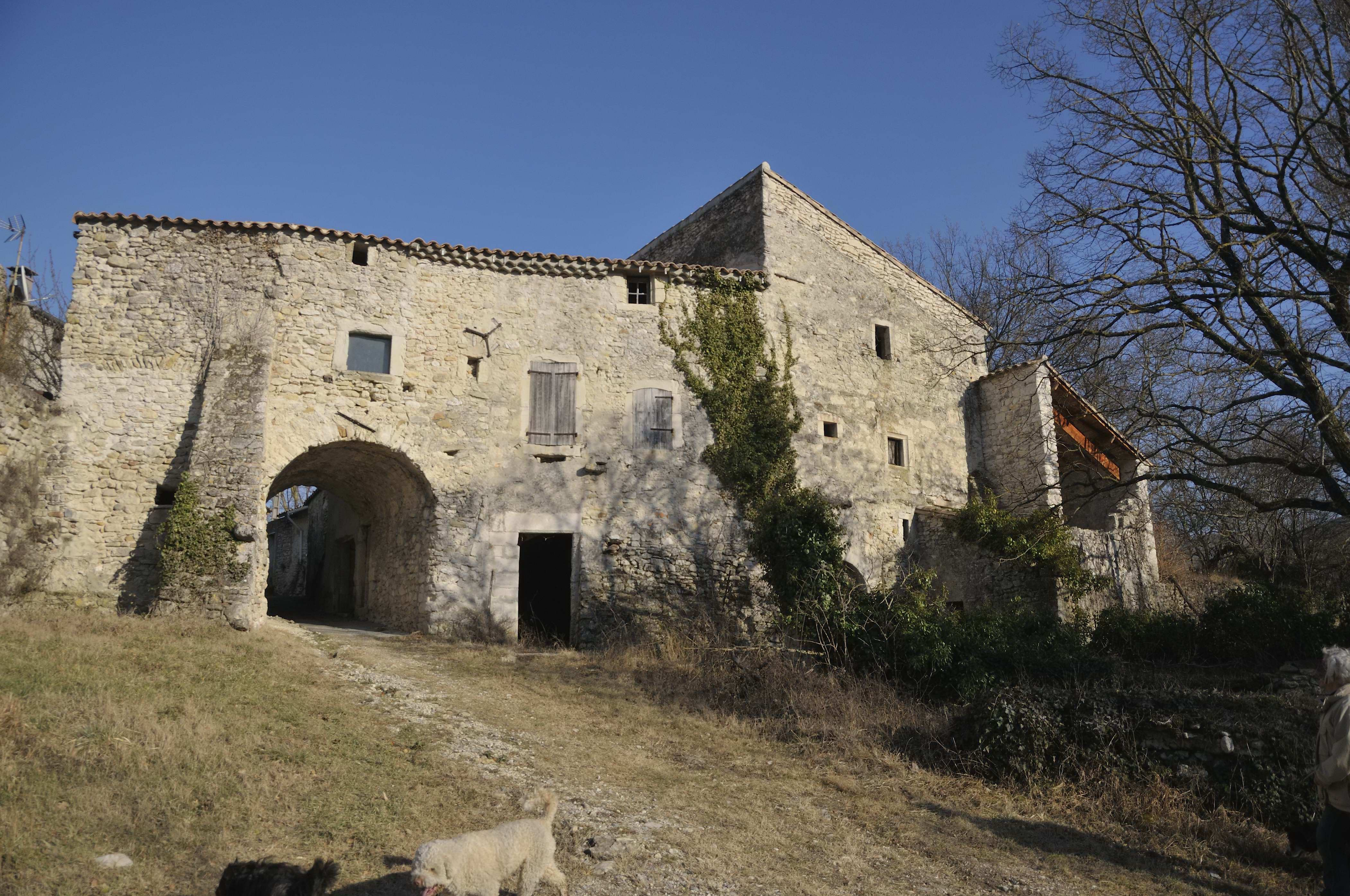
Maison dans le hameau du Colombier.

### Héraldique, logotype et devise
|  | Rochefort-en-Valdaine possède des armoiries dont l'origine et le blasonnement exact ne sont pas disponibles. |